# Турн
Турн (Turnus) в римската митология е цар на рутулите, племе, живяло в Лацио.
Турн е син на Даун и иска да се ожени за Лавиния, дъщерята на Латин. Но Латин я предлага на Еней. При последвалата война между Лацио и Трояните, Турн е убит в двубой от Еней.